# Carlo Alberto dalla Chiesa
Carlo Alberto dalla Chiesa (Saluzzo, 27 de septiembre de 1920 - Palermo, 3 de septiembre de 1982) fue un militar italiano y general de los Carabinieri, conocido por su lucha contra el terrorismo y la mafia en Italia durante los años 1970 y principios de 1980. Fue asesinado por la mafia en Palermo.

## Biografía
Nacido en Saluzzo, en la provincia de Cuneo, era hijo de un general del cuerpo de Carabinieri. Poco después de unirse a los Carabinieri (1942) fue destinado al corazón de la mafia, en la localidad siciliana de Corleone, con la misión de combatir al crimen organizado. Más adelante en su carrera llegaría a ascender al rango de General de división.
En 1974 se convirtió en comandante militar de la región de Piamonte-Valle de Aosta y creó una estructura antiterrorista en Turín, destinada a luchar contra las Brigadas Rojas. A través de esta estructura logró detener a los terroristas Alberto Franceschini y Renato Curcio, en septiembre de 1974, logrando también la infiltración de esta organización terrorista. A pesar de sus éxitos, la unidad antiterrorista fue disuelta sin razones aparentes y en 1975 el propio dalla Chiesa fue apartado de la lucha antiterrorista. Sin embargo, dos años después fue nombrado responsable de la seguridad en las prisiones estatales italianas, y en agosto de 1978 fue designado para coordinar la lucha antiterrorista en toda Italia. La estrategia de Dalla Chiesa contribuyó a debilitar enormemente la actividad de las Brigadas Rojas. En diciembre de 1981 se convirtió en vicecomandante de los Carabinieri.
El 1 de mayo de 1982 el gobierno italiano lo nombró Prefecto de Palermo, con la misión de pacificar la isla y poner fin a la violencia desatada por la Segunda guerra de la mafia. Sin embargo, la noche del 3 de septiembre de 1982 el general Dalla Chiesa y su esposa fueron asesinados por el sangriento sicario de los Corleonesi, Pino Greco, mientras se encontraban dentro de su automóvil. El jefe mafioso Salvatore "Totò" Riina fue quién ordenó su asesinato. También estuvieron implicados otros miembros de la Comisión, como Pippo Calò y Michele Greco, que más adelante recibirían cadena perpetua por estos hechos. Algunos autores sostienen que su muerte se debió realmente al papel que el general había jugado en la investigación del asesinato del ex primer ministro Aldo Moro. Por su parte, su hijo Nando dalla Chiesa señaló que el asesinato de su padre se había llevado a cabo bajo conocimiento de importantes figuras pertenecientes a la Democracia Cristiana.